# Agobardus anormalis
Agobardus anormalis är en spindelart som beskrevs av Eugen von Keyserling 1884 [1885. Agobardus anormalis ingår i släktet Agobardus och familjen hoppspindlar. Inga underarter finns listade i Catalogue of Life.